# Ralf Hütter
Ralf Hütter (* 20. srpen 1946, Krefeld u Düsseldorfu) je zpěvák, hráč na syntezátory a frontman německé electro skupiny Kraftwerk. Ve druhé polovině 60. let se na düsseldorfské konzervatoři spřátelil s Florianem Schneiderem, se kterým a několika dalšími hudebníky založili skupinu Organisation. Roku 1970 skupina vydává své jediné album Tone Float a brzy poté se rozpadá. Ralf a Florian zakládají svou skupinu Kraftwerk, v rámci které se proslavili.

## Profesionální život

Ralf Hütter během skladby Planet der Visionen na koncertu v Düsseldorfu v lednu 2013.

Spolu s Florianem Schneiderem se stali jádrem a mozkem skupiny Kraftwerk, která významně přispěla k rozvoji elektronické hudby. Mnohé hudební styly a skupiny z Kraftwerk přímo i nepřímo vycházely. Jejich hudba (spolu s Tangerine Dream a Jeanem Michellem Jarre) dala impuls k odstartování elektronické revoluce v populární hudbě na počátku 80. let (Depeche Mode, OMD, Human League, Duran Duran a mnoho dalších). Tvorba Kraftwerk v nezanedbatelné míře určila, kterým směrem se bude ubírat vývoj směrů jako jsou techno, house, hip-hop, ambient a electro.

## Osobní život
Ralf Hütter je vášnivý cyklista. Roku 1983 se mu přihodila nehoda na kole, po které zůstal dlouhou dobu v bezvědomí.
Z osobního života není prakticky nic známo, všichni členové skupiny Kraftwerk v rozhovorech neposkytují téměř žádné informace o svém soukromí. Ralf Hütter se v knize Pascala Bussyho Kraftwerk: Man, Machine and Music takto vyjádřil o svém neobvykle strohém denním režimu:
| „ | Ráno vstanu, vyčistím si zuby, jdu do studia, pracuji, jdu zpátky domů, najím se, jdu spát. | “ |
| — |                                                                                             |   |

Z knihy se také dovídáme, že Hütter není ženatý; nechal se slyšet, že "žije s přáteli". Karl Bartos, bývalý člen skupiny, se o Hütterovi vyjádřil takto:
| „ | Je velice inteligentní, velmi si dává pozor, co dělá. Jednou mi řekl: "Žiju život jako železnice, dělám každý den stejné věci". Je pro něj velice těžké mít opravdové přátele. Myslím, že jeho jediným přítelem je Florian. Jezdívá na kole s pár chlápky osmi- i desetihodinové cyklistické výlety. Vypadá to, že potřebuje hory. Jezdí do hor na kolo na tři týdny. | “ |